# Alcindo Sartori
Alcindo Sartori (ur. 21 października 1967) – brazylijski piłkarz występujący na pozycji napastnika.

## Kariera klubowa
Od 1986 do 2000 roku występował w klubach CR Flamengo, São Paulo FC, Grêmio, Kashima Antlers, Verdy Kawasaki, Consadole Sapporo, Corinthians Paulista, Fluminense FC, Cabofriense, Centro Futebol Zico.